# Sandy (Bedfordshire)
Koordinaten: 52° 8′ N, 0° 17′ W
Sandy ist eine Stadt im Norden der Grafschaft Bedfordshire in England. Sie liegt westlich von Bedford am Fluss Ivel und hat knapp 11.000 Einwohner (2004).
Die Geschichte Sandys geht zurück bis auf die Zeit der Römer. Nachdem diese im 5. Jahrhundert Britannien verlassen hatten, gehörte die Siedlung zum Königreich Mercia. Im Domesday Book von 1086 ist sie als Sandeia verzeichnet. Der Name geht auf das altenglische Sandieg (Sandinsel) zurück.
Mit dem Ausbau der Great Northern Line nach Peterborough wurde Sandy Mitte des 19. Jahrhunderts an die Eisenbahn angeschlossen. Eine weitere Eisenbahnlinie nach Cambridge, die Sandy to Potton Railway, wurde von William Peel (ein Sohn des britischen Premierministers Robert Peel) erbaut. Hier fuhr 1857 der erste Güterzug, ein Jahr später ein Personenzug.

## RAF Tempsford
Zirka vier km nordöstlich von Sandy befand sich während des Zweiten Weltkriegs ein kleiner Militärflugplatz, die Royal Air Force Station Tempsford, kurz RAF Tempsford.
Neben einigen weiteren insbesondere Bomberstaffeln war der Flugplatz während des Kriegs die Operationsbasis der 138. und der 161. (Special Duty) Squadrons. Sie unterstützten die verborgenen Aktivitäten des Special Operations Executive (SOE) auf dem von Nazi-Deutschland besetztem europäischen Kontinent, durch Abwürfe von Agenten und Versorgungsmaterial und auch dem Ausfliegen von Personen mit Lysander-Flugzeugen.
Am 24. September 1942 starteten die beiden ersten weiblichen SOE-Agenten, Andrée Borrel und Lise de Baissac von RAF Tempsford. Auch Violette Szabo startete von hier zu ihren beiden Einsätzen und im Februar 1943 Wing Commander Edward Yeo-Thomas. Der spätere Air Chief Marshal Sir Lewis Macdonald Hodges war hier im Krieg als Staffelkapitän stationiert.

## Söhne- und Töchter der Stadt
- James Trustam (um 1814–1883 oder 1887), Orgelbauer
- John H. Dunning (1927–2009), Ökonom
- Ben Tuck (* 1997), Autorennfahrer